# Michaił Biessonow
Michaił Michajłowicz Biessonow (ros. Михаил Михайлович Бессонов, ur. w grudniu 1901 we wsi Miedwieżje w guberni stawropolskiej, zm. 2 lipca 1963) – radziecki działacz partyjny i państwowy.

## Życiorys
Od 1920 do 1924 służył w Armii Czerwonej, od 1924 należał do RKP(b). Działał w związkach zawodowych, 1929-1930 studiował w Północnokaukaskiej Praktycznej Akademii Rolniczej im. Andriejewa, a 1930-1933 w Nowoczerkaskim Instytucie Rolniczym, po czym został zastępcą szefa i następnie szefem wydziału politycznego sowchozu na Północnym Kaukazie. Od 1937 do kwietnia 1939 był I sekretarzem Nowopokrowskiego Komitetu Rejonowego WKP(b) w Kraju Krasnodarskim, potem kierownikiem Wydziału Kierowniczych Organów Partyjnych Krasnodarskiego Komitetu Krajowego WKP(b), a od czerwca 1939 do września 1940 sekretarzem tego komitetu ds. kadr. Od 1940 do 7 września 1942 był III sekretarzem KC Komunistycznej Partii (bolszewików) Mołdawii, później zastępcą przewodniczącego Komitetu Wykonawczego Krasnodarskiej Rady Krajowej, od kwietnia do sierpnia 1943 sekretarzem Krasnodarskiego Komitetu Krajowego WKP(b), potem zastępcą sekretarza tego komitetu ds. hodowli, a od lipca 1944 do marca 1949 przewodniczącym Komitetu Wykonawczego Krasnodarskiej Rady Krajowej. W 1948 uczył się na kursach przy KC WKP(b), od lipca 1948 do kwietnia 1949 był przewodniczącym Komitetu Wykonawczego Czelabińskiej Rady Obwodowej, od 20 kwietnia 1949 do 1 października 1952 zastępcą przewodniczącego Rady Ministrów RFSRR, później zastępcą szefa inspekcji przy ministrze gospodarki rolnej i zapasów ZSRR i 1954-1955 pełnomocnikiem KC KPZR ds. organizowania sowchozów strefy kzyłtusskiej w obwodzie kokczetawskim w Kazachskiej SRR.

## Odznaczenia
- Order Wojny Ojczyźnianej I klasy
- Order Czerwonego Sztandaru Pracy (16 marca 1940)
- Order „Znak Honoru”